# Relazioni bilaterali tra Eritrea e Gibuti
Le relazioni bilaterali tra Eritrea e Gibuti si riferiscono al rapporto attuale e storico tra gli stati confinanti di Eritrea e Gibuti.

## Relazioni
Durante la guerra eritreo-etiope (1998-2000), l'Etiopia ha incanalato la maggior parte del suo commercio attraverso Gibuti. Sebbene Gibuti fosse nominalmente neutrale, ha interrotto le relazioni con l'Eritrea nel novembre 1998, rinnovandole nel 2000. Il presidente dell'Eritrea Isaias Afwerki ha visitato Gibuti all'inizio del 2001 e il presidente di Gibuti Ismail Omar Guelleh ha fatto una visita reciproca ad Asmara all'inizio dell'estate del 2001. Sebbene Guelleh abbia stretti legami con il Fronte Democratico Rivoluzionario del Popolo Etiope (EPRDF) al potere in Etiopia, ha cercato di mantenere una mano equilibrata, sviluppando relazioni con l'Eritrea.

## Conflitto
Il 10 giugno 2008 si sono verificati dei combattimenti nella regione di Ras Doumeira tra Gibuti ed Eritrea che hanno portato alla vittoria dell'Eritrea e al controllo delle isole Ras Doumeira. Alla fine l'Eritrea si è ritirata dalle zone di confine ed è stata creata una zona cuscinetto tra i due paesi, moderata in gran parte dal Qatar. A seguito della crisi diplomatica del Qatar del 2017, il Qatar ha ritirato le sue forze di pace dal territorio conteso. Poco dopo Gibuti ha accusato l'Eritrea di rioccupare la collina sulla terraferma e l'isola di Doumeira.
Nel settembre 2018 è stato annunciato che Gibuti ed Eritrea hanno accettato di normalizzare le loro relazioni.